# Tornescher Kirche

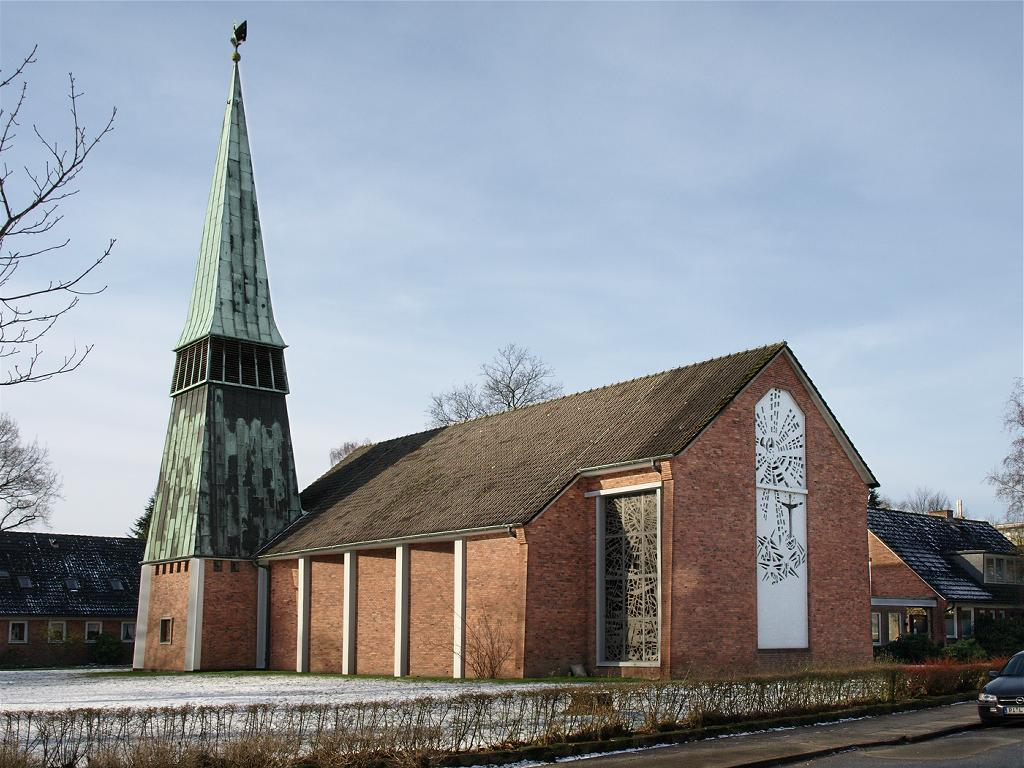
Die Tornescher Kirche

Die Tornescher Kirche ist eine evangelisch-lutherische Kirche in Tornesch. Sie wurde 1959–1960 nach einem Entwurf des Architekten Günther Frank errichtet. Damit ist sie die erste von drei Kirchenneubauten der Region, deren Bau durch eine Anleihe des Verbandes Blankenese ermöglicht wurde. Etwas später wurden die Erlöserkirche in Uetersen und die Kirche St. Michael in Moorrege gebaut.

## Geschichte

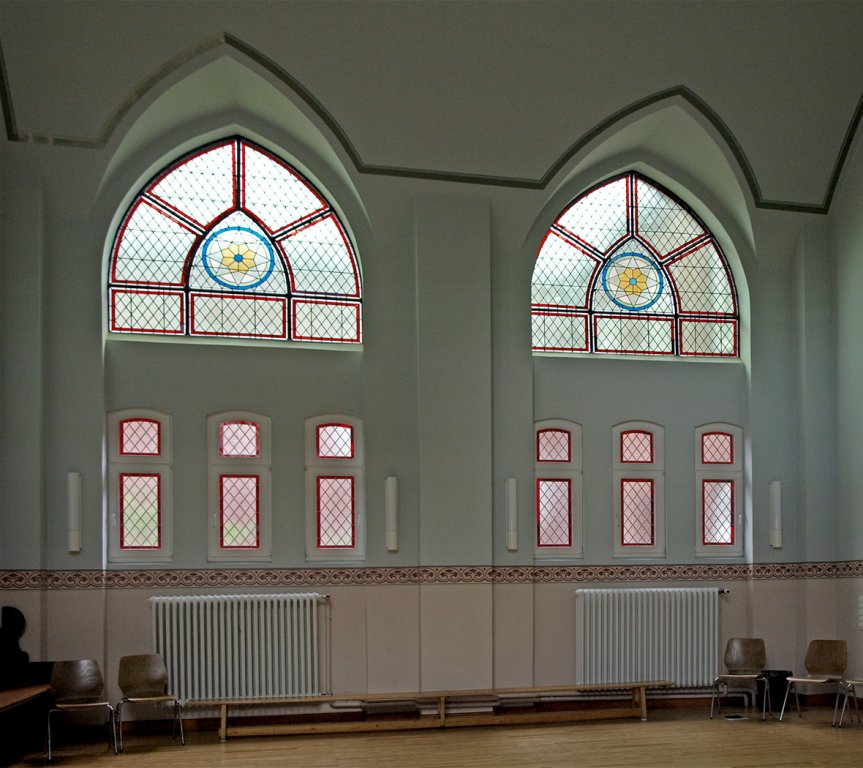
Der Nordteil des Esinger Kirchensaals wurde restauriert und dient jetzt schulischen Zwecken

1906 wurde im Neubau der Esinger Schule ein Kirchensaal eingerichtet, in dem die Tornescher Gläubigen den Gottesdienst feierten. 1908 spaltete sich die Tornescher Gemeinde von der Muttergemeinde Rellingen ab und wurde selbstständig. 1909 erhielt die Gemeinde eine Kirchenglocke und an der Esinger Straße 68 wurde ein Pfarrhaus gebaut. Pläne zum Bau einer Kirche auf einem Grundstück neben dem Pastorat wurden nicht verwirklicht. 1958 wurde an der Jürgen-Siemsen-Straße ein Gemeindehaus errichtet. 1960 entstand neben dem Gemeindehaus die Tornescher Kirche.

## Baubeschreibung

### Äußeres
Die Kirche ist nicht geostet, sondern parallel zur Jürgen-Siemsen-Straße angeordnet. Der Bau besteht im Wesentlichen aus einem rechteckigen Kirchenschiff mit Satteldach, das im Altarbereich beiderseits einen Einschnitt aufweist. Betonglasfenster und weitere, hell gestrichene Betonelemente lockern die Backsteinwände auf. Die Seitenfenster sind durch schräge Einschnitte der Seitenwand so angeordnet, dass ihr Licht zum Altar hin einfällt.

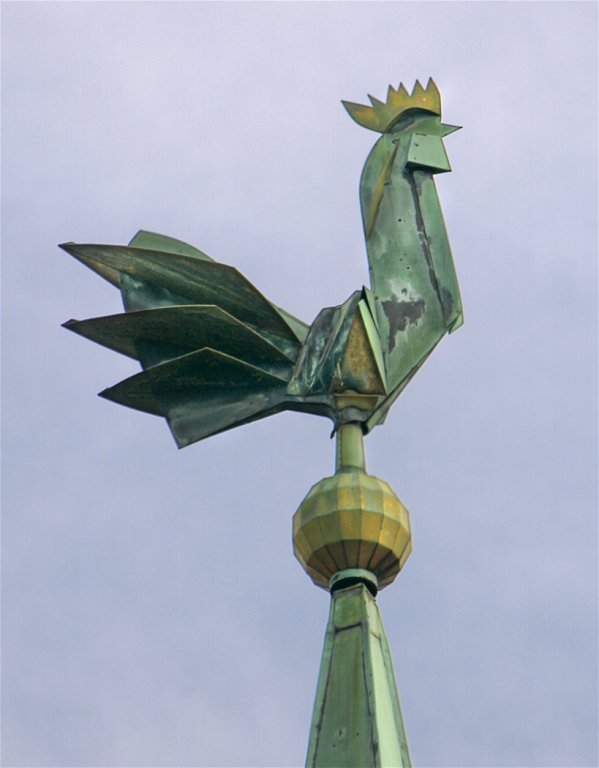
Turmspitze

An der südwestlichen Ecke erhebt sich ein über 30 m hoher Turm mit quadratischem Grundriss. Der kupfergedeckte, spitze Helm ist auf halber Höhe von den Schallöffnungen für die drei Glocken unterbrochen. Die Turmspitze wird von einem anderthalb Meter großen, kupfernen Hahn abgeschlossen. Er wurde nach dem Entwurf eines Pinneberger Künstlers von den Tornescher Klempnern Ernst Huckfeldt und Horst Schröttke hergestellt.

### Inneres
Die Hamburger Künstler Siegfried Assmann und Carl von Frühling gestalteten den hohen, offenen Innenraum der Kirche. An der Giebelseite bildet der Altar eine gestalterische Einheit mit dem großen Fenster, das bis zur Spitze der Decke reicht. Dieses stellt in stark stilisierter Form die Dreifaltigkeit dar, zudem zeigt es unten die Evangelistensymbole Mensch, Löwe, Stier und Adler.

## Orgel
Zunächst erhielt die Kirche 1960 eine Orgel der Firma E. Kemper & Sohn. 1985 noch einmal renoviert, zeigte sich doch bald, dass dieses Instrument nicht mehr genügte. Nicht nur hatte es vor und über dem Treppenaufgang einen schlechten Platz, Kemper verwendete damals in seinen Orgeln viele moderne Materialien (z. B. Papp-, Plastik- und Alu-Teile), die zwar billig waren, mittelfristig aber zu Funktionsstörungen führten. So schrieb der Kirchenvorstand 1991 einen Orgelneubau aus und lud drei Orgelbauer ein, die frei entscheiden konnten, ob sie die neue Orgel auf der linken oder rechten Emporenhälfte oder der Emporenmitte bauen wollten; nur das Rundfenster sollte frei bleiben. Dabei überzeugte der Entwurf der dänischen Orgelbauwerkstatt P. Bruhn & Søn aus Årslev-Rødekro, welche die Orgel zentral aufstellen wollte. Unterhalb des Rundfesters sah Bruhn das Schwellwerk vor, seitlich emporwachsend das aufgeteilte Hauptwerk und die Pedaltürme.
Daher erhielt Bruhn den Zuschlag, zunächst für eine Orgel mit 17 Registern. Die Spendenbereitschaft der Gemeinde war jedoch so groß, dass am Ende ein Instrument mit 20 Registern (und zwei Pedaltransmissionen) realisiert werden konnte. Von den ursprünglich veranschlagten ca. 400.000 DM übernahm der Kirchenkreis Pinneberg 90 %; die restlichen 10 % waren von der Gemeinde aufzubringen. Hierzu konstituierte sich der Arbeitskreis „Tornescher Orgelfreunde“, der u. a. durch Einwerbung hoher Einzelspenden, durch eine Reihe von Sommerkonzerten und den Verkauf der Altpfeifen 57.248,00 DM aufbringen konnte, also weit mehr als die anvisierten 40.000 DM; dies ermöglichte die beschriebene Erweiterung des ursprünglichen Orgelbau-Plans um drei Register. Zur Kostensenkung wurden vier Register, insgesamt 183 Orgelpfeifen, aufgearbeitet und aus der Vorgänger-Orgel übernommen. Neu angefertigt wurden 1101 Pfeifen, so dass die Orgel insgesamt 1284 Pfeifen und ein Gesamtgewicht von 3200 kg hat. Auf die Verwendung – an sich qualitätvoller – Tropenhölzer wurde aus Umweltschutzgründen verzichtet; die Holzteile sind aus nordischer Fichte und Eiche gefertigt. Außerdem wurden parallel zum Orgelneubau 10.000 DM für die Aktion Brot für die Welt gesammelt. Die Bruhn-Orgel, die am 19. September 1993 eingeweiht wurde, hat folgende Disposition:
| I Hauptwerk C–g3 |            |       |
| 1.               | Prinzipal  | 8′    |
| 2.               | Spitzflöte | 8′    |
| 3.               | Oktave     | 4′    |
| 4.               | Gedackt    | 4′    |
| 5.               | Nasat      | 2 ⁄3′ |
| 6.               | Flachflöte | 2′    |
| 7.               | Mixtur IV  |       |
| 8.               | Trompete   | 8′    |

| II Schwellwerk C–g3 |             |        |
| 9.                  | Holzgedackt | 8′     |
| 10.                 | Salicional  | 8′     |
| 11.                 | Rohrflöte   | 4′     |
| 12.                 | Quinte      | 2 ⁄3′  |
| 13.                 | Prinzipal   | 2′     |
| 14.                 | Terz        | 1 3⁄5′ |
| 15.                 | Scharff III |        |
| 16.                 | Oboe        | 8′     |
|                     | Tremulant   |        |

| Pedal C–f1 |                     |     |
| 17.        | Subbaß              | 16′ |
|            | Prinzipal (= Nr. 1) | 8′  |
| 18.        | Baßflöte            | 8′  |
| 19.        | Choralflöte         | 4′  |
| 20.        | Fagott              | 16′ |
|            | Trompete (= Nr. 8)  | 8′  |

- Koppeln: II/I, I/P, II/P
- Traktur: Schleifladen, vollmechanisch
- Schwarze Unter-, weiße Obertasten